# Helmut Poppendick
Helmut Poppendick (Hude, 6 januari 1902 - Oldenburg, 11 januari 1994) was een Duitse Internist en SS-Oberführer tijdens de Tweede Wereldoorlog. Hij was ook chef van het persoonlijke bureau in de staf van de Reichsarzt SS. Hij werd veroordeeld tot een gevangenisstraf van 10 jaar.

## Leven
Op 6 januari 1902 werd Helmut Poppendick geboren in Hude. Na het volgen van onderwijs aan de Oberrealschule in Oldenburg, behaalde hij zijn abitur. Vervolgens ging Poppendick medicijnen studeren aan de Georg-August-Universität Göttingen, Ludwig Maximilians-Universiteit en de Humboldtuniversiteit te Berlijn. In december 1926 legde hij zijn staatsexamen af in Berlijn. Op februari 1928 kreeg hij zijn officiële toelating als arts. Na vier jaar overwegend als medisch assistent gewerkt te hebben aan de 1e medische kliniek van Charité in Berlijn, promoveerde hij in 1932 als medicus voor zijn Facharztzulassung als internist. Poppendick werkte vervolgens voor enkele maanden als ambulancedokter in de stad Berlijn. Vanaf juni 1933 tot oktober 1934 werkte hij als Oberarzt (plaatsvervangend chef-arts) in het Rudolf-Virchow ziekenhuis.
Op 1 maart 1932 werd Poppendick lid van de NSDAP en de SS. Na de overname van de macht door de nationaalsocialisten, kreeg hij een jaar opleiding tot rassenhygiënist aan de Kaiser-Wilhelm-Institut für Anthropologie. In het Reichsministerium des Innern (Rijksministerie van Binnenlandse Zaken) werkte hij als adjudant van de arts en SS-Brigadeführer Arthur Gütt. En hij was de Stabsleiter im SS-Amt für Bevölkerungspolitik und Erbgesundheitspflege  (vrije vertaling: stafleider in het SS-ambt voor Bevolkingspolitiek en Eugenetica). In 1937 werd het ambt opgenomen in het SS-Rasse und Siedlungshauptamt (RuSHA). In het RuSHA leidde Poppendick een hoofdafdeling in het Amt IV: Sippen und Heiratsamt, en was ook Stabsführer.

### Tweede Wereldoorlog
Aan het begin van de Tweede Wereldoorlog, werd Poppendick opgeroepen om dienst te doen in de Heer. En nam als adjudant in een Sanitätsabteilung  (geneeskundige eenheid) deel aan de Slag om Frankrijk. In januari 1941 werd hij vrijgesteld van militaire dienst. En leidde vanaf januari 1941 als hoofd van een wetenschappelijk dienst bij de Reichsarzt der SS, Ernst-Robert Grawitz. Vanaf 1 augustus 1939 was Poppendick overgestapt naar de Rijksarts SS met de gehele hoofd medische afdeling van het RuSHA. In november 1941 werd Poppendick in de Waffen-SS opgenomen. Hij werd door Grawitz in maart 1943 benoemd tot  chef van het persoonlijke bureau in de staf van de Reichsarzt SS. 
In februari 1945 zond Poppendick, als verantwoordelijk leider, een verzoek van Ludwig Werner Haase door om acht ter dood veroordeelde gevangenen uit het concentratiekamp Neuengamme voor menselijke experimenten te gebruiken, hierbij waren doden te verwachten. Heinrich Himmler weigerde echter zijn toestemming te geven.

## Na de oorlog
Na het einde van de oorlog was Poppendick een van de beklaagden in het Neurenbergse artsenproces. Hij behoorde, net als zijn medebeklaagden Joachim Mrugowsky en Karl Brandt, tot een groep SS-artsen die ondergeschikt gesteld waren aan Grawitz. Tijdens het proces probeerde Poppendick zijn rol onder Grawitz te bagatelliseren, en stelde hij ten onrechte beschuldigd te worden in plaats van Grawitz, die aan het einde van de oorlog zelfmoord had gepleegd. Op 20 augustus 1947 werd hij voor zijn lidmaatschap van een criminele organisatie (SS), veroordeeld tot tien jaar gevangenisstraf. De rechtbank achtte bewezen dat Poppendick kennis had van bijna alle experimenten die tijdens het nazi-tijdperk op gevangenen in concentratiekampen waren uitgevoerd, maar zag geen strafrechtelijk relevante verantwoordelijkheid.
Op 1 februari 1951 na zijn vrijlating uit de gevangenis van Landsberg, werkte Poppendick als internist in Oldenburg. En vanaf 1957 met een certificaat van ziektekostenverzekering.
Over het verdere verloop van zijn leven is niets bekend. Op 11 januari 1994 overleed hij in Oldenburg.

## Militaire carrière
- SS-Oberführer in de Waffen-SS: 1 september 1944[2][3]
- SS-Standartenführer: 21 juni 1943[4]
- SS-Obersturmbannführer: 20 april 1941[5]

## Lidmaatschapsnummers
- NSDAP-nr.: 998 607[5] (lid geworden 1 maart 1932[6])
- SS-nr.: 36 345[5] (lid geworden 1 juli 1932[6])

## Onderscheidingen
- Kruis voor Oorlogsverdienste, 1e Klasse[2][7] en 2e Klasse[2] met zwaarden
- SS-Ehrenring[5][2]
- Ehrendegen des Reichsführers-SS[5][2]